# Sivuca
Sivuca, nome d'arte di Severino de Oliveira (Itabaiana, 26 maggio 1930 – João Pessoa, 14 dicembre 2006), è stato un polistrumentista, compositore, arrangiatore e cantante brasiliano, famoso per il grande impegno profuso nella diffusione della fisarmonica "nordestina" (nordest del Brasile) nello scenario musicale mondiale..

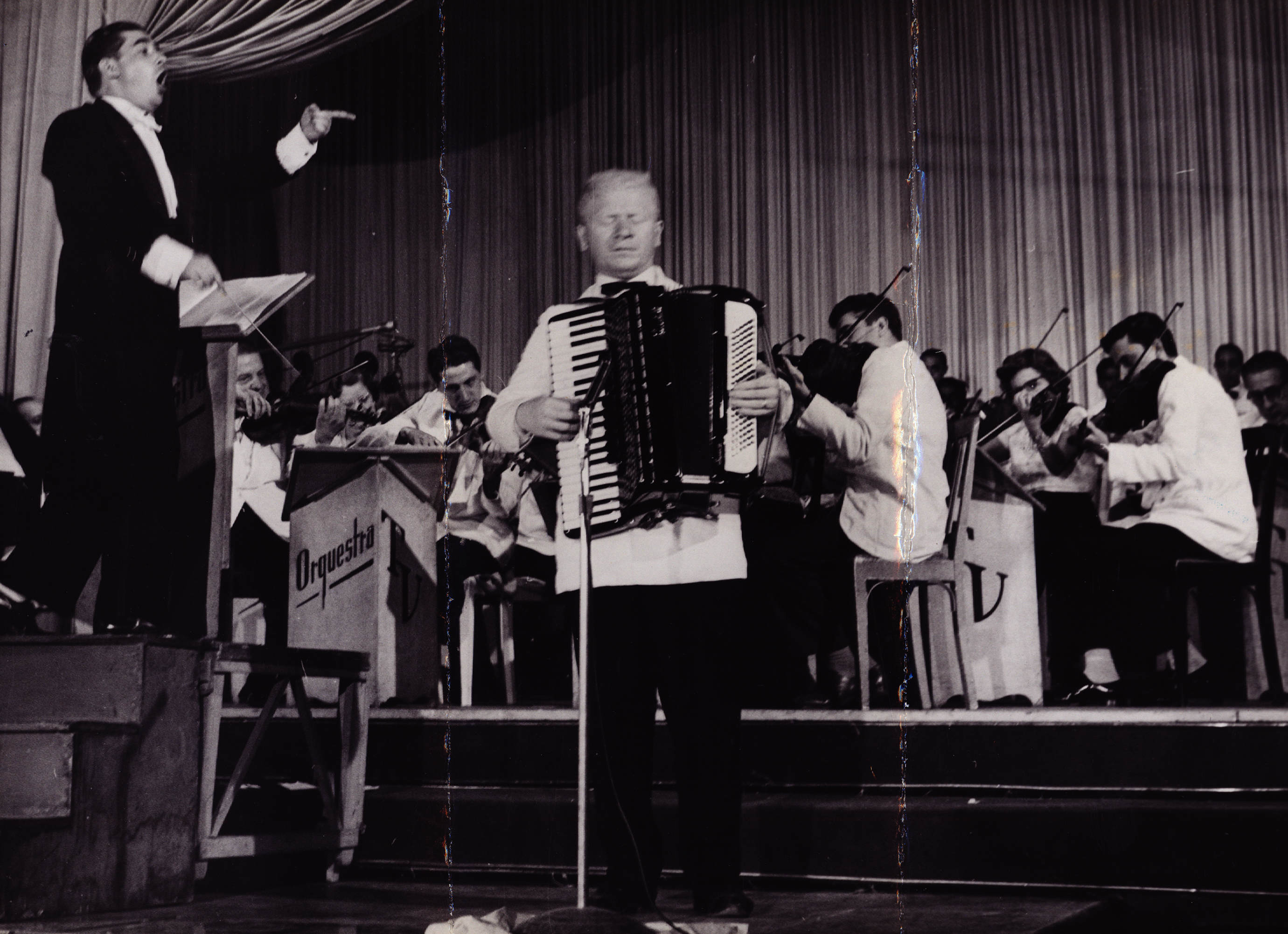
Sivuca ca 1960.

Sivuca ha significativamente contribuito all'arricchimento della musica brasiliana, rivelando al mondo l'universalità della musica nordestina e la "nordestinità" della musica universale. Il suo lavoro è universalmente riconosciuto. Le sue composizioni includono, tra le altre, choro, frevo, forró, baião, musica classica, blues, jazz, e molti altri generi.

## Biografia
Affetto da albinismo dalla nascita, a nove anni ebbe in regalo dal padre la sua prima fisarmonica, era il 13 giugno del 1939, il giorno della festa di Sant'Antonio. Da quel momento la fisarmonica divenne la sua inseparabile compagna con cui viaggiare in mondi sconosciuti. A quindici anni iniziò a lavorare per "Rádio Clube" di Pernambuco, a Recife. Dal 1948 fa parte del cast del Rádio Jornal do Commércio.
Nel 1951, incide il suo primo 78 giri, per la Continental, con Carioquinha do Flamengo (Waldir Azevedo, Bonfíglio de Oliveira) e Tico-tico no fubá (Zequinha de Abreu). Dello stesso anno è il suo primo successo nazionale in coppia con Humberto Teixeira, Adeus, Maria Fulô (registrato nuovamente in seguito in una versione psichedelica da Mutantes, nel decennio degli anni '60.
A partire dal 1955, si trasferisce a Rio de Janeiro. Si fa conoscere in Europa come fisarmonicista del gruppo Os Brasileiros, vive a Lisbona e Parigi, a partire dal 1959. È considerato il miglior strumentista del 1962 dalla stampa parigina. Registra il disco Samba Nouvelle Vague (Barclay), in cui raccoglie vari successi della bossa-nova.
Dal 1964 al 1976 abita a New York dove realizzò un arrangiamento di grande successo Pata Pata, di Miriam Makeba, con cui poi andò in tournée per il mondo fino alla fine del decennio degli anni '60. Compose le colonne sonore dei film Os Trapalhões na Serra Pelada (1982) e Os Vagabundos Trapalhões (1982).
Uno dei dischi più emblematici della carriera dell'artista è Sivuca Sinfônico (Biscoito Fino, 2006), nel quale suona assieme all'Orchestra sinfonica di Recife sette arrangiamenti orchestrali di sua composizione, una raccolta inedita, unica e completa della sua opera erudita. Le composizioni sinfoniche di Sivuca sono assolutamente singolari nella musica erudita brasiliana, perché in esse la fisarmonica appare come lo strumento principale della sua opera.
Nel 2006 il musicista lanciò il DVD Sivuca – O poeta do som (Sivuca, il poeta del suono), che contava con la collaborazione di 160 artisti invitati.
Morì il 14 dicembre del 2006, dopo un ricovero di due giorni per l'aggravamento del tumore che lo aveva colpito nel 2004. Sivuca lasciò una figlia, Flavia, e tre nipoti, Lirah, Lívia e Pedro.

## Discografia
- Motivo para dançar (Copacabana, 1956)
- Motivo para dançar nº 2 - Sivuca e Seu Conjunto (Copacabana, 1957)
- Bossa Nova (1962)
- Rendez-vous a Rio (1965)
- Golden Bossa Nova Guitar (1968)
- Sivuca (1968)
- Putte Wickman & Sivuca (1969)
- Sivuca (1969)
- Joy - Trilha sonora do musical - Oscar Brown Jr. / Jean Pace / Sivuca (RCA, 1970)
- Sivuca (Vanguard/Copacabana, 1973)
- Live at the Village Gate (Vanguard/Copacabana, 1975)
- Sivuca e Rosinha de Valença ao vivo (RCA, 1977)
- Sivuca (Copacabana, 1978)
- Forró e Frevo (Copacabana, 1980)
- Cabelo de Milho (Copacabana, 1980)
- Forró e Frevo Vol. 2 (Copacabana, 1982)
- Vou Vida Afora (Copacabana, 1982)
- Onça Caetana (Copacabana, 1983)
- Forró e Frevo Vol. 3 (Copacabana, 1983)
- Forró e Frevo Vol. 4 (Copacabana, 1984)
- Sivuca & Chiquinho Do Acordeon (Barclay, 1984)
- Som Brasil (1985)
- Chiko's Bar - Toots Thielemans & Sivuca (1986)
- Rendez-Vous in Rio - Sivuca / Toots Thielemans / Silvia (1986)
- Sanfona e Realejo (3M, 1987)
- Let's Vamos - Sivuca & Guitars Unlimited (1987)
- Um Pé No Asfalto, Um Pé Na Buraqueira (Copacabana/CBS, 1990)
- Pau Doido (1993)
- Enfim Solo (1997)
- Cada um Belisca um Pouco - Sivuca / Dominguinhos / Oswaldinho (Biscoito Fino, 2004)
- Sivuca Sinfônico - Sivuca / Orquestra Sinfônica do Recife (Biscoito Fino, 2006)
- Sivuca e Quinteto Uirapuru - Sivuca / Quinteto Uirapuru (Kuarup, 2004)
- Sivuca - O Poeta do Som (DVD Kuarup, 2006)
- Terra Esperança (Kuarup, 2007)